# Шишко Менчетич
Шишко (Сигизмунд) Менчетич (хорв. Šiško Menčetić; 1457 — 25 червня 1527) — політичний діяч Рагузької республіки та хорватський ліричний поет.

## Життєпис
Походив з роду патриціїв Менчетичів. Народився у 1457 році у Дубровнику (інша назва Рагуза). Освіту здобув у гуманістичної школі у себе на батьківщині. Відрізняючись неприборканим характером, Менчетіч не раз поставав перед Дубровницьким судом.
У 1477 році став служити чиновником при уряді республіки — Малій Раді. У 1497 році оженився на представниці патриціанського роду, втім її прізвище невідоме. Окрім службових справ, займався торгівлею, часто їздив у справах до Османської імперії. У 1521 та 1524 роках обирався ректором (тобто дуком, правителем) республіки. У 1527 році помер разом з двома синами від чуми під час її епідемії.

## Творчість
У доробку Шишко Менчетича є 512 поем морально-дидактичного змісту і вірші сатиричної спрямованості, що засуджують ненависть, лихослів'я, заздрість та інші людські вади (11 релігійних віршів, присвячених Ісусові). Домінуючим типом його віршів є такі, у яких автор апелює до оточення (крім віршів на зразок «Zoviješe zora dan a slavno prolitje»). Також є 3 вірші, у яких оповідачем виступає жінка.
Менчетіч складав вірші сербсько-хорватською мовою. Він був поетом любові, іноді піднесеної, в дусі Ф. Петрарки, частіше відверто чуттєвої. Також на Мечетича мала вплив творчість трубадурів Провансу та міннезінгерів Німеччини.
Використовуючи готові форми і образи італійської поезії, він освоював їх на новому мовному матеріалі і тим самим сприяв створенню хорватської літературної мови. Характерним для його творчості було прагнення внести в свої вірші ритми і образи народного пісенного фольклору.
Проте у нього є і багато віршів сатиричного і морального змісту.

## Стиль
Вірші у Ш. Менчетича є римованими, десятискладовими, дубровницького типу, з неперехідною римою, другорядною цезурою після третього і дев'ятого складу і основною цезурою після шостого складу. Проте є і винятки, три вірші з п'ятнадцятискладовою стопою. Вірш «Isusu na križu» написаний у стилі Марко Марулича з перехідною римою. Частина віршів є своєрідними акровіршами в ім'я жінки, котрій цей вірш призначався.